# Kanton Marchaux
Der Kanton Marchaux war bis 2015 ein französischer Wahlkreis im Département Doubs und in der damaligen Region Franche-Comté. Er umfasste 36 Gemeinden im Arrondissement Besançon; sein Hauptort (frz.: chef-lieu) war Marchaux. Die landesweiten Änderungen in der Zusammensetzung der Kantone brachten im März 2015 seine Auflösung. Vertreter im conseil général des Départements war zuletzt von 2008 bis 2015 Philippe Beluche.

## Gemeinden
| - Amagney - Battenans-les-Mines - Blarians - Bonnay - Braillans - Cendrey - Champoux - Châtillon-le-Duc - Chaudefontaine - Chevroz - Corcelle-Mieslot - Cussey-sur-l’Ognon | - Devecey - Flagey-Rigney - Geneuille - Germondans - La Bretenière - La Tour-de-Sçay - Marchaux - Mérey-Vieilley - Moncey - Novillars - Ollans - Palise | - Rigney - Rignosot - Roche-lez-Beaupré - Rougemontot - Tallenay - Thise - Thurey-le-Mont - Vaire-Arcier - Vaire-le-Petit - Valleroy - Venise - Vieilley |